# Heterolepidoderma jureiense
Heterolepidoderma jureiense is een buikharige uit de familie Chaetonotidae. Het dier komt uit het geslacht Heterolepidoderma. Heterolepidoderma jureiense werd in 1991 voor het eerst wetenschappelijk beschreven door Kisielewski. 